# Constantin Constantinescu-Claps
Constantin Constantinescu-Claps (ur. 20 lutego 1884 w Beceni, zm. 1961) – żołnierz i oficer armii rumuńskiej podczas II wojny światowej, skazany na karę więzienia w Rumuńskiej Republice Ludowej za zbrodnie wojenne popełnione podczas wojny, następnie oczyszczony z zarzutów i wypuszczony.
Brał udział zarówno w I, jak i II wojnie światowej, awansując stopniowo w armii rumuńskiej. 9 listopada 1941 został wyznaczony na dowódcę 4 Armii rumuńskiej, a 24 stycznia 1942 został awansowany na generała armii. 10 lutego 1943 został zwolniony ze swojego stanowiska i zastąpiony przez Constantina Sănătescu, w tym samym roku przeszedł w stan spoczynku.
W 1951 roku został aresztowany i skazany na karę 15 lat więzienia w 1954 roku. Oczyszczony z zarzutów wyszedł z więzienia rok później.